# Niani (district)
Niani est un district de la division de Central River en Gambie. En 2013, sa population était de 24 806 habitants. Il doit son nom au royaume de Niani, un État mandingue précolonial.

## Source de la traduction
- (de) Cet article est partiellement ou en totalité issu de l’article de Wikipédia en allemand intitulé « Niani (Distrikt) » (voir la liste des auteurs).